# 몬테코리체
몬테코리체(이탈리아어: Montecorice)는 이탈리아 캄파니아주 살레르노도에 위치한 코무네다.